# サカーリーヤー・アマタヤー
サカーリーヤー・アマタヤー（ซะการีย์ยา อมตยา,
1975年 - ）はタイの詩人。ナラーティワート県出身。

## 略歴
サカーリーヤーは、ナラーティワート県バーチョ郡で生まれ、マレー語を母語として育つ。ラームカムヘン大学法学部で5年間学ぶが法学研究に見切りをつけ、文学に転向。インド留学し、イスラム学学院ダルール・ウルーム・ナドワトゥル・ウラマー学院（Darul Uloom Nadwatul Ulama）イスラム学・アラブ言語文学学部を卒業。2010年、詩『詩の中に女性はいない』で東南アジア文学賞を受賞。

## 作品
- 『詩の中に女性はいない』 （ไม่มีหญิงสาวในบทกวี） ISBN 9789742255244 / ISBN 9786167304168